# Faith (Buffy the Vampire Slayer)
Faith é uma personagem ficcional criada por Joss Whedon para a série de televisão estadunidense Buffy the Vampire Slayer. Interpretada pela atriz Eliza Dushku, Faith apareceu primeiramente na terceira temporada de Buffy e marcou acontecimentos na mesma. Ela retornou para breves aparições em Buffy e seu spin-off, Angel. A história da personagem continua na série de histórias em quadrinhos Buffy The Vampire Slayer,Oitava Temporada, e ela também aparece em material extra-oficial como outros quadrinhos e tramas. Faith deveria receber seu próprio seriado de televisão após o final de Buffy, mas Eliza Dushku recusou a oferta, e o mesmo nunca foi gravado. Mais tarde, a personagem passou a co-estrelar a história em quadrinhos de 25 edições "Angel & Faith", começando em agosto de 2011 sob a bandeira de "Buffy the Vampire Slayer Season Nine, a história que ocorre principalmente em Londres e a área circundante. Sete anos após a criação do personagem, Joss Whedon lhe deu o sobrenome de Lehane, para um jogo de RPG e material subsequente.
Faith é uma caçadora: uma garota dotada de habilidades sobrenaturais e detinada a lutar contra criaturas do mal como vampiros e demônios. Criada como uma oposição à protagonista, Buffy Summers, ela é uma Caçadora que vem de um passado problemático e sempre toma decisões erradas. Inicialmente se apresenta como uma aliada aos personagens principais, mas no decorrer de sua passagem pela termporada,alguns eventos afetam sua sanidade e suas escolhas, fazendo com que ela se volte para o lado do mal,apresentando-se como uma vilã. Mais tarde, sentindo profundo remorso por seus crimes do passado e com a ajuda de Angel,ela retorna ao lado do bem para ajudá-los na batalha contra o mal, em busca de sua redenção.

## Aparições

### Buffy
Na Terceira temporada de Buffy, Faith chega em Sunnydale,tendo sido ativada após a morte da caçadora Kendra, (Bianca Lawson)no episódio "Becoming, Part One".Vindo de um histórico traumático e abusivo, Faith tenta se adaptar a vida de Buffy (Sarah Michelle Gellar) e seus amigos, mas acaba se tornando cada vez mais solitária e vingativa,no decorrer da trama. O fator agravante de seu comportamento se dá na metade da temporada,no episódio "Bad Girls"; enquanto tenta mostrar para Buffy o lado divertido de ser caça-vampiros, Faith acidentalmente mata o Vice Prefeito Allan Finch (Jack Plotnick), um ser humano, o qual ela confunde com um vampiro. Sentindo-se ainda mais alienada e sendo constantemente abordada por Buffy para que se entregue à polícia, ela trai a Turma do Scooby e passa a ser o braço direito do maligno Prefeito de Sunnydale Richand Wilkins III,formando com ele um tipo de relação entre pai e filha. Após tentar matar o amor de Buffy,o vampiro Angel,com um veneno místico,para o qual o único antídoto seria o sangue de uma Caçadora, Faith finalmente enfrenta Buffy,no penúltimo episódio da temporada. As duas caçadoras lutam em um combate violento,do qual Buffy pretende levar o sangue de Faith para curar Angel. Faith acaba recebendo uma facada no abdômem por Buffy,mas para não se entregar, se joga do telhado onde brigavam e cai em cima de uma caminhão. No hospital, Faith entra em estado de coma, que duraria 8 meses.
Faith retorna do coma para dois episódios da Quarta Temporada, ela tenta se vingar de Buffy,trocando seus corpos,através de um dispositivo místico deixado pelo prefeito. Enquanto isso, Buffy, no corpo da outra caçadora é capturada pelo Conselho dos Guardiões pelos crimes que não cometeu e Faith experimenta uma vida nova,cercada de amigos,família e carinho pela primeira vez.Após se ver obrigada a ajudar um grupo de religiosos presos em uma igreja por vampiros, mostrando seu instinto de Caçadora, Faith reencontra Buffy e as duas lutam novamente onde Faith demonstra sua auto-aversão com ofensas à Buffy em seu corpo.

## Caracterização
A atriz Eliza Dushku descreve Faith como "a Slayer da classe trabalhadora", uma razão pela qual ela sente que tantas pessoas se identificam com ela. Ela foi escrita como uma personagem simpática; com Doug Petrie dizendo "eu me conectei com Faith desde o início. Adoro esse personagem. Ela é totalmente trágica". De acordo com Petrie, "a chave de Faith é que ela está sofrendo. Se você tirasse isso, ela seria um monstro. Mas ela é tão solitária e tão desesperada, e toda a sua dureza vem de tentar encobrir isso. Isso é do que os verdadeiros monstros são feitos. Ninguém pensa que eles são realmente um monstro. "Petrie afirma que a principal motivação de Faith é encontrar uma família e amigos; ela vê a traiçoeira Watcher Gwendolyn Post como a mãe que nunca teve, a Scooby Gang como as amigas que nunca teve e o prefeito como o pai que nunca teve. "Então, ela está sempre procurando por uma família, sempre com poucas opções e fazendo essas escolhas horríveis, e isso a deixou louca", diz Petrie. "Além do mais, acho que ela estava com alguns parafusos faltando.'Se você não me ama, vai me temer', é o tipo de modus operandi dela. Ela não é uma garota estável, mas uma divertida." Petrie descreve o nome do personagem como" loucamente irônico ", devido à sua natureza cínica. De acordo com Petrie, "Ela é a personagem mais infiel que temos. Ela não confia em si mesma ou em ninguém ao seu redor. Tentamos fazer isso muito com nossos monstros. É muito mais divertido se você olhar do ponto de vista deles."